# Література, наука, мистецтво
«Література, наука, мистецтво» —  літературний і науково-мистецький додаток до газети «Вісті ВУЦВК», радянська українська щотижнева газета. 

## Історія та зміст
Виходив щотижня з 1923 по 1924 у Харкові, з 1925 — як «Культура і побут». 
Публікували поезії В. Блакитного, В. Сосюри, М. Бажана, В. Поліщука, М. Йогансена, В. Алешка, Олени Журливої, Т. Масенка, П. Усенка, П. Голоти, Гео Коляди; оповідання М. Хвильового, П. Панча, О. Копиленка, К. Гордієнка, гуморески та фейлетони Остапа Вишні; літераратурно-критичні статті М. Семенка, Ю. Меженка, В. Коряка тощо; переклади М. Голодного, М. Тихонова, Михася Чарота, А. Барбюса, О. Генрі, М. Дюамеля та інших; статті Мирослава Ірчана про українську літературу в США та Канаді; бібліографію, літературно-мистецьку хроніку. Надрукував серію дружніх шаржів О. Довженка на українських письменників.